# 시카고 공립도서관

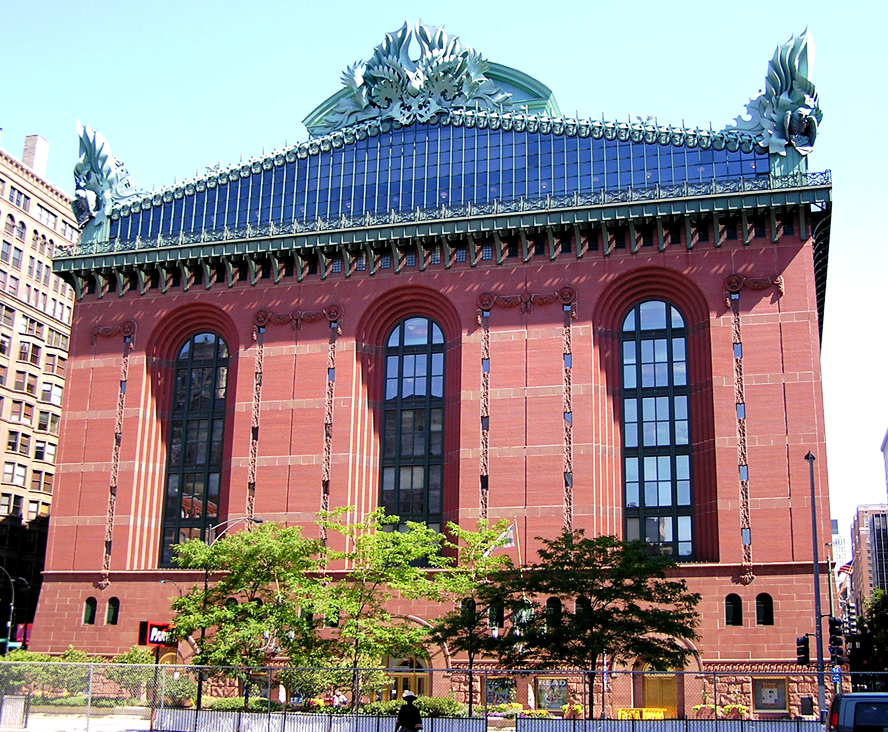
시카고 공공도서관

시카고 공립도서관(Chicago Public Library)은 시카고에 위치한 도서관이다.